# Любовница в маске
«Любовница в маске» (чешский: «Maskovaná milenka») — чехословацкий фильм 1940 года режиссёра Отакара Вавры, по роману Оноре де Бальзака.

## Сюжет
Молодая дворянка Ленка Розетти после кошмарного брака с грубым и неверным мужем не желает знать мужчин, но очень хочет завести ребёнка.
На балу-маскараде она, будучи в маске, знакомится с молодым обедневшим дворянином Леоном, который влюбляется в неизвестную красавицу, отказывающуюся называть себя и снимать маску, но она загадочно обещает ему свидание. Она собирает информацию о нём, а затем заочно предлагает ему ночь любви, но на её условиях — ночь только одна, он не увидит её лица, не будет знать кто она, и в будущем не будет пытаться это выяснить. 
Его с завязанными глазами привозят в её особняк, чтобы он не узнал это место, где его ждёт любовница в маске…
Позже в письме неизвестная объясняет Леону, что после опыта с её покойным мужем, эгоистичным и грубым человеком, она больше не хочет другого мужчину, не собирается входить замуж, и что он был нужен её только чтобы забеременеть. Их ночь вместе имеет свои «последствия», так желанные для Ленки, — у неё рождается дочь.
Леон глубоко несчастен, он добровольно отправлятся на войну и намеренно ищет смерти.
Спустя несколько лет тяжелораненный он случайно оказывается в замке графини Ленки Россетти. Она узнает его, и долго колеблется, стоит ли посвящать его в свою тайну… В ходе лечения они сближаются, Леон влюбляется в Ленку, и души не чает в её дочери Леонке. Ленка отвечает на чувства Леона и открывает ему, что она его потерянная любовница в маске, а Леонка — его дочь.

## В ролях
- Лида Баарова — Ленка Розетти
- Густав Незвал — Леон
- Ладислав Пешек — Фердинанд, слуга Леона
- Иржина Штеймарова — Эмилия
- Йиржина Шейбалова — графиня Евгения
- Иржи Стеймар — граф Альберт
- Рудольф Дэйл-старший — генерал
- Карел Достал — доктор
- Божена Шустрова — прислуга
- Елизавета Никольская — камео: прима-балерина
- и другие

## Литературная основа
Фильм снят по малоизвестному произведению Оноре де Бальзака — впервые роман опубликован лишь в 1911 году (в оригинале «L´Amour masqué» или «Imprudence et Bonheur») и имеет свою необычную историю: рукопись более полувека хранилась в семейной библиотеке семьи де Дино — утверждается, что де Бальзак подарил её герцогине де Дино, урожденной де Сент-Альдегонд, с которой был знаком. В 1911 году герцог Морис де Дино, передал рукопись публике и роман был опубликован.

## Критика
Отакар Вавра доказал свое режиссёрское мастерство. … [картина] стала для зрителей проводником в нереально элегантный мир напряженных романтических чувств, красивых костюмов и богатых декораций. Дорогой фильм обладал несомненным талантом и обольстительной Лидой Бааровой, которая в главной роли воплотила идею международной актерской звезды. В качестве примы-балерины в фильме появляется Елизавета Никольская, которая также позаботилась о хореографии танцевальных сцен.— Filmový přehled, 2018